# Gerrit Jan van de Waal
Gerrit Jan van de Waal ('Mees') (Rhenen, 5 december 1904 – Gouda, 5 mei 2010) was een Nederlandse dichter en verzetsstrijder.
Tijdens de Tweede Wereldoorlog nam Van de Waal deel aan het verzet, aanvankelijk op kleine schaal in zijn woonplaats Bodegraven. Daar vormde hij een illegale groep die zich bezighield met het vinden van onderduikadressen voor mannen die geweigerd hadden gehoor te geven aan de oproep zich te melden als krijgsgevangene en voor hen die weigerden zich in te zetten voor de Arbeitsdienst. Nadat hij anonieme dreigbrieven ontving waar in stond dat hij 'in de gaten gehouden werd' besloot hij dat het tijd werd zelf onder te duiken, in juli '43. In de maanden daarvoor had hij al veel contacten met andere groepen in de omgeving en in april '43 was hij aanwezig geweest bij de oprichting van wat later de de Landelijke Organisatie voor Hulp aan Onderduikers (LO) zou gaan heten. Bij die bijeenkomst, in een naaischool in Rotterdam, werd hij tot districtsleider voor de Rijnstreek benoemd. In de loop der tijd werd hij nog districstleider van Rotterdam, Den Haag en de provincie Zuid-Holland. Hij was bij de LO bekend onder de schuilnaam 'Mees'. Behalve met onderdak vinden voor onderduikers hield hij zich ook bezig met het inzamelen van grote sommen geld ten bate van het verzet. Dat geld - uiteindelijk ongeveer 160.000 gulden - bracht hij onder bij de Rotterdamse Bank Bodegraven. Aan de directeur van die bank gaf hij de helft van een zogenaamd 'Turks pasje': een in tweeën gescheurd stukje krant, met de mededeling dat als iemand om geld kwam vragen en de andere helft van het 'pasje' kon laten zien, hij het geld zonder verder vragen moest overhandigen. Zo was Mees al vroeg een 'bankier van het verzet'.
In augustus 1943 schreef hij een gedicht over vaderlandsliefde dat later anoniem in het Geuzenliedboek werd opgenomen. Engelandvaarder Gerrit Jan van Heuven-Goedhart kende het gedicht en het hielp hem bij zijn barre tocht over de Pyreneeen, op weg naar Engeland. Daar aangekomen vertelde hij zijn verhaal aan koningin Wilhelmina. Het gedicht sprak de koningin erg aan. Zij schreef het vierde couplet over op een stuk papier en met een foto van haarzelf erboven en haar naam eronder, werd het vermenigvuldigd en via een dropping naar Nederland gebracht.

Voorwaarts Vaderland! 
Riemen om de kin 
Met God door bloed en tranen 
Een schooner toekomst in. 
Wilhelmina.

Na de oorlog werd Van de Waal werkzaam bij de Politieke Recherche Afdeling Collaboratie (PRAC) waar hij onder andere met de zaak Werkspoor te maken kreeg. Hij was tot zijn 85e actief voor de Stichting 1940-1945.
Kroonprins Willem-Alexander bracht hem op 5 december 2009 in Gouda een bezoek om hem te feliciteren met zijn 105e verjaardag. Van de Waal overleed vijf maanden later: op Bevrijdingsdag 2010.